# A27高速公路 (葡萄牙)
A27高速公路（葡萄牙語：A27），又稱利馬谷高速公路（Auto-Estrada do Vale do Lima），是橫貫葡萄牙北部的一條高速公路，西起維亞納堡，東至蓬蒂-德利馬。全長24公里。
全線四線行車，設有五處交流道。2001年至2005年間分段通車。